# هنری ویرتز
هنری ویرتز (انگلیسی: Henry Wirz؛ ۲۵ نوامبر ۱۸۲۳ – ۱۰ نوامبر ۱۸۶۵) یک فرد نظامی اهل ایالات متحده آمریکا بود. 